# Vũ Châu (đạo diễn)
Vũ Văn Châu hay Vũ Châu (1946 –) là nhà giáo, đạo diễn điện ảnh người Việt Nam, ông từng giảnh giải Đạo diễn xuất sắc hạng mục Phim video tại Liên hoan phim Việt Nam lần thứ 12 năm 1999 với Cha tôi và hai người đàn bà.
Một số bộ phim do ông đạo diễn được khán giả biết đến như phim truyền hình Những mảnh đời ngang trái, phim điện ảnh Nhìn ra biển cả, phim video Lá ngọc cành vàng và kịch truyền hình Táo quân 2014 của đài truyền hình Kỹ thuật số VTC.

## Tiểu sử
Vũ Châu có tên đầy đủ là Vũ Văn Châu, sinh ngày 29 tháng 2 năm 1946. Từ năm 1965 đến 1973, Vũ Châu là giáo viên dạy Văn sau đó chuyển sang công tác tại Hãng Phim truyện Việt Nam.
Năm 1979, ông là học viên khóa I của Trường Điện ảnh Việt Nam cùng các đạo diễn Khải Hưng, Nguyễn Hữu Phần, Đỗ Minh Tuấn,... và tốt nghiệp năm 1983. Tác phẩm đầu tay của ông là bộ phim video Lá ngọc cành vàng phát hành năm 1990 đã giành được giải Bông sen bạc tại Liên hoan phim Việt Nam lần thứ 9.
Con trai ông, Vũ Minh Trí là đạo diễn phim truyền hình tại Trung tâm sản xuất phim truyền hình - Đài Truyền hình Việt Nam.

## Tác phẩm
| Năm  | Tựa đề                      | Đồng đạo diễn | Biên kịch | Hình thức                    | Chú thích |
| ---- | --------------------------- | ------------- | --------- | ---------------------------- | --------- |
| 1989 | Lá ngọc cành vàng           | Phó Bá Nam    | Có        | Video                        |           |
| 1990 | Con ngựa bốn vó trắng       |               |           | Điện ảnh                     |           |
| 1992 | Trò đời                     |               |           | Điện ảnh                     |           |
| 1996 | Người yêu đi lấy chồng      |               |           | Điện ảnh                     |           |
| 1996 | Cha tôi và hai người đàn bà |               |           | Điện ảnh truyền hình / video |           |
|      | Núi đôi                     |               |           | Điện ảnh truyền hình / video |           |
| 1997 | Duyên nghiệp                |               |           | Điện ảnh                     |           |
| 2001 | Những mảnh đời ngang trái   |               |           | Ngắn tập                     |           |
| 2001 | Thiếu phụ chưa chồng        |               |           | Điện ảnh                     |           |
| 2003 | Một giờ làm quan            |               |           | Điện ảnh                     |           |
| 2005 | Có một chuyến đi            |               |           | Điện ảnh                     |           |
| 2006 | 9X                          |               |           | Điện ảnh                     |           |
| 2010 | Nhìn ra biển cả             |               |           | Điện ảnh                     |           |
| 2015 | Táo quân 2014               |               |           | Kịch (VTC)                   |           |

## Giải thưởng
| Năm  | Giải thưởng                        | Hạng mục                       | Kết quả   | Chú thích |
| ---- | ---------------------------------- | ------------------------------ | --------- | --------- |
| 1999 | Liên hoan phim Việt Nam lần thứ 12 | Đạo diễn xuất sắc (Phim video) | Đoạt giải | [ 2 ]     |

| Năm  | Giải thưởng                        | Hạng mục   | Đề cử                       | Kết quả      | Chú thích    |
| ---- | ---------------------------------- | ---------- | --------------------------- | ------------ | ------------ |
| 1990 | Liên hoan phim Việt Nam lần thứ 9  | Phim video | Lá ngọc cành vàng           | Bông sen bạc | [ 1 ]        |
| 1996 | Giải thưởng Hội Điện ảnh Việt Nam  | Phim video | Cha tôi và hai người đàn bà | Giải A       | [ 9 ] [ 10 ] |
| 1997 | Giải thưởng Hội Điện ảnh Việt Nam  | Điện ảnh   | Người yêu đi lấy chồng      | Giải B       | [ 1 ]        |
| 1999 | Liên hoan phim Việt Nam lần thứ 12 | Phim video | Cha tôi và hai người đàn bà | Bông sen bạc | [ 10 ]       |